# Корона святого Вацлава

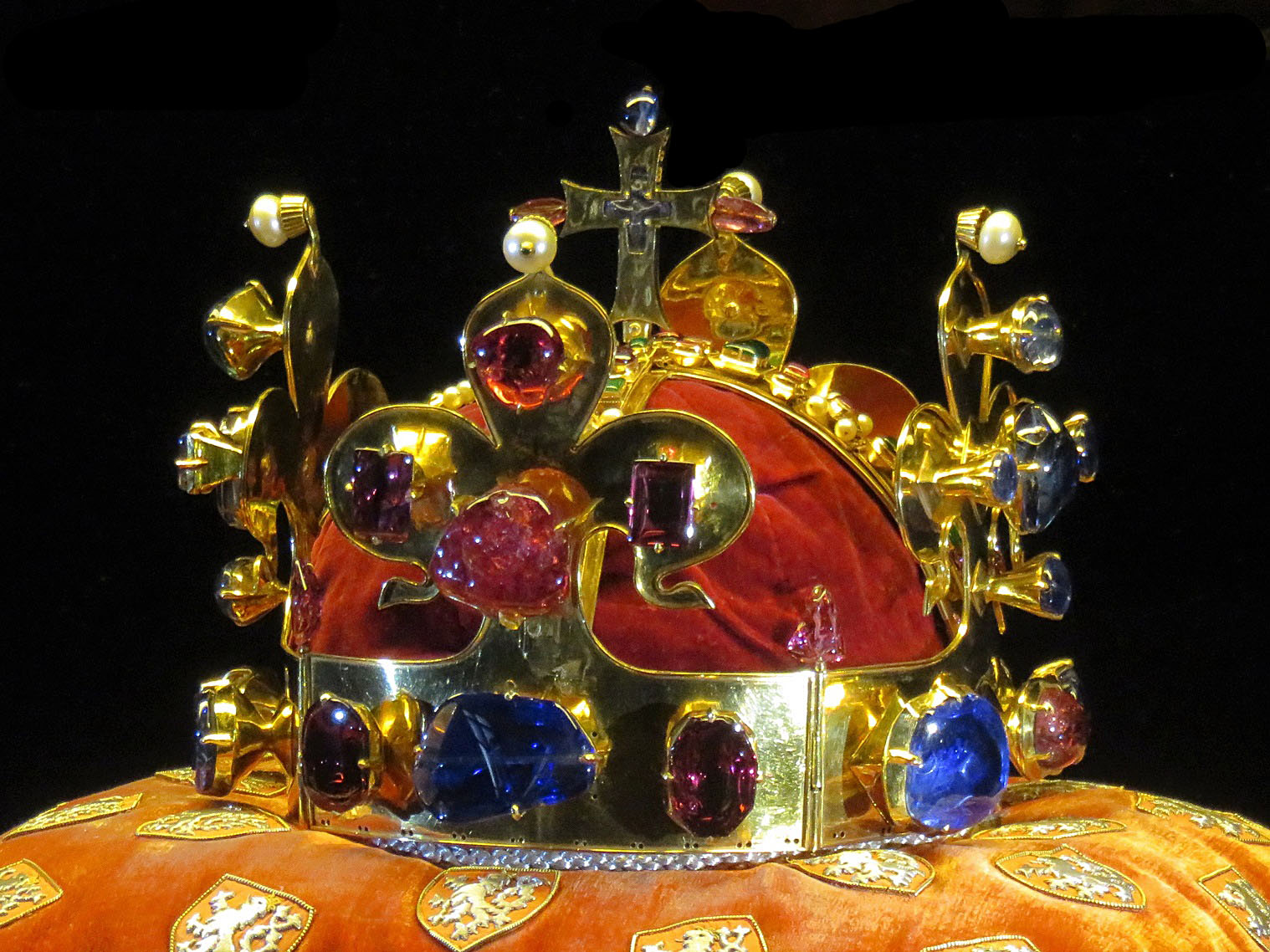
Корона св. Вацлава

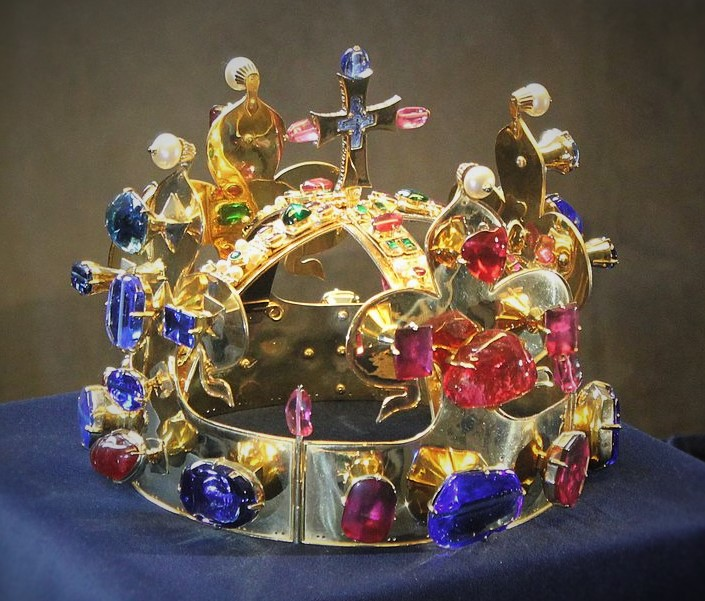
Копія корони св. Вацлава

Геральдична корона св. Вацлава

Коро́на свято́го Ва́цлава (лат. Corona sancti Venceslai, чеськ. Koruna sv. Václava) — урочиста корона королів Богемії (Чехії). Найстаріший і найважливіший із богемських коронаційних клейнодів. Виготовлена 1346 року із чистого золота з самоцвітами і перлами, на замовлення імператора Священної Римської імперії Карла IV, який також був королем Богемії. Створена зі старої корони чеських Перемисловичів і присвячена святому чеському князю Вацлаву. Богемські королі не мали права носити її; лише позичати за певну суму для коронації. Разом із скіпетром і яблуком (державою) зберігається в так званій коронній камері над каплицею святого Вацлава в Соборі святих Віта, Вацлава і Войтеха в Празі. Ключі від каплиці тримають голови Чеської держави: президент, премєр-міністр і празький архієпископ.

## Назва
- Корона святого Венцеслава (лат. Corona sancti Venceslai, corona sancti Wenczeslai) — офіційна назва, що згадується в документах з 1387 року.
- Корона святого Венцеля (нім. Krone des hl. Wenzel) — за німецьким іменуванням святого.
- Корона святого Вацлава (нім. Koruna sv. Václava) — чеська назва.
- Венцельська корона (нім. Wenzelskrone) — інша німецька назва.
- Святовацлавська корона (чеськ. Svatováclavská koruna) — інша чеська назва.
- Корона Богемського королівства (лат. Corona regni Bohemiae) — інша латинська назва.
- Чеська королівська корона (лат. česká královská koruna) — інша чеська назва.

## Історія

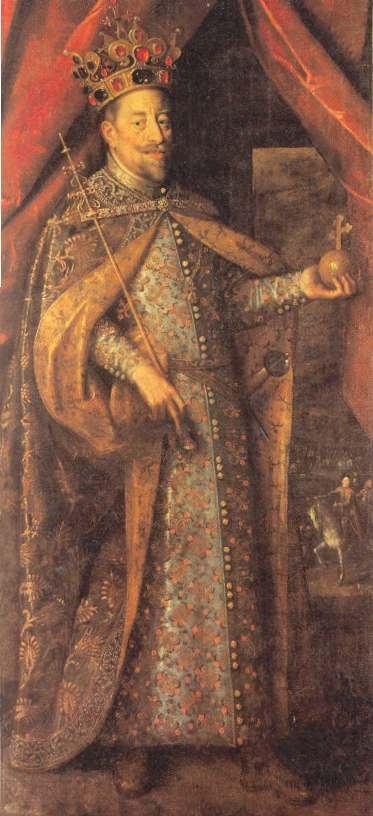
Матвій Габсбург (1557—1619) в короні Св. Вацлава

Корона Св. Вацлава зроблена зі щирого золота (21-22 карати) і прикрашена дорогоцінними каменями і перлами. Корона є найдавнішою частиною Чеських королівських клейнодів. Вага корони — майже два з половиною кілограми, і, включаючи хрест, досягає висоти 19 сантиметрів. Аналогічний і її діаметр — 19 см. Кожна з чотирьох напівдуг по 14,5 см.
Корона була виготовлена в 1347 році для коронації Карла IV, імператора Священної Римської імперії, яку він одразу ж присвятив головному святому патрону країни — Святому Вацлаву і заповів її як державну корону для коронації майбутніх чеських королів, його спадкоємців на чеському троні. Однак, можливо до кінця своїх днів (1378) Карл IV безперервно змінював корону, встановлюючи в неї додаткові рідкісні дорогоцінні камені, які спеціально для цього купував. Таким чином корона дійшла до наших днів у своїй неповторній формі.
За формою ця корона пов'язана з попередньою короною династії чеських королів Пржемисловичів і французькою королівською династією Валуа. Корона складається по периметру з чотирьох секцій, кожна з яких являє собою велику геральдичну лілію, об'єднаних воєдино. Секції пов'язані нагорі чотирма напівдугами, на з'єднанні яких встановлений хреста, який містить сапфірову гравюру із зображенням розп'яття Христа. Корона прикрашена дорогоцінними каменями: 19 сапфірами, 44 шпінелями, 1 рубіном, 30 смарагдами і 20 перлинами.
За розпорядженням Карла IV корона Св. Вацлава повинна була постійно зберігатися в соборі Св. Віта в Празі, але вже його наступник, Вацлав IV, в початку XV століття, перемістив королівські клейноди до замку Карлштейн, де вони зберігалися в сейфі під час непевних часів міжусобної боротьби за владу. Звідтоді місце розташування королівських клейнодів змінювалося багато разів, переважно в моменти політичних хвилювань, коли велася боротьба за чеський трон або коли була небезпека війни. Бурхливе XVII століття зумовило драматичну долю для королівських клейнодів. Їх кілька разів ховали, на деякий час корона Св. Вацлава та інші клейноди були повернуті на зберігання до собору Св. Віта, потім до ратуші Старого міста. Прийшовши до влади в Чехії, династія Габсбургів визначила постійним місцем зберігання для королівських клейнодів Відень, де вони залишалися до кінця XVIII століття.
Але завжди, де б королівські клейноди не перебували — чи то в замку Карлштейн, чи то у Відні, під час коронації нового чеського монарха — вони доставлялися до Праги.
Золота королівська держава і королівське берло, є невід'ємною частиною королівських клейнодів, хоча і були виготовлені набагато пізніше, ніж корона Св. Вацлава, яка грає панівну роль серед усього набору. На відміну від держави та берла корона Св. Вацлава привертає загальну увагу як своєю історією, так і її легендами. За однією з легенд, той, хто одягне корону Св. Вацлава або навіть просто приміряє її, не маючи на те жодних прав, буде проклятий і незабаром помре. Прокляття чеських королів наздогнало нацистського імперського протектора окупованій німцями Богемії Райнгарда Гейдріха. У 1942 році він з марнославства приміряв корону і через кілька днів був убитий чеськими патріотами. Хоча, може, це просто збіг.

## Королівська держава
Королівська держава виготовлена з чистого золота (18 каратів) і важить 780 грамів, має в діаметрі 22 см. Держава складається з двох згладжених півкуль, пов'язаних декоративною смугою і увінчаних досить великим хрестом. У задній частині хреста є напис на латині: «DOMINE IN VIRTUTE TUA LETABITUR REX ET SUPER SALUTARE TUAM EXULTABIT». Багато прикрашена дорогоцінними каменями і перлами держава несе на собі високохудожні елементи: в основі хреста невеликі фігури шести сфінксів формують чарівну деталь; золото, червона шпінель і сині сапфіри в деяких місцях підкреслені барвистою емаллю. На поверхні обох півкуль вирізьблені сцени, тематично поєднані з процедурою коронації: на верхній півкулі зображені сцени, що ілюструють історію біблійного царя Давида — його помазання на царювання і боротьба між Давидом і Голіафом; на нижній півкулі сцени з життя Адама — стоячого Адама на колінах перед Творцем, і Творця, що попереджає Адама і Єву про древо знання. Чеська королівська держава через свого художнього оформлення унікальна в своєму роді.

## Королівське берло

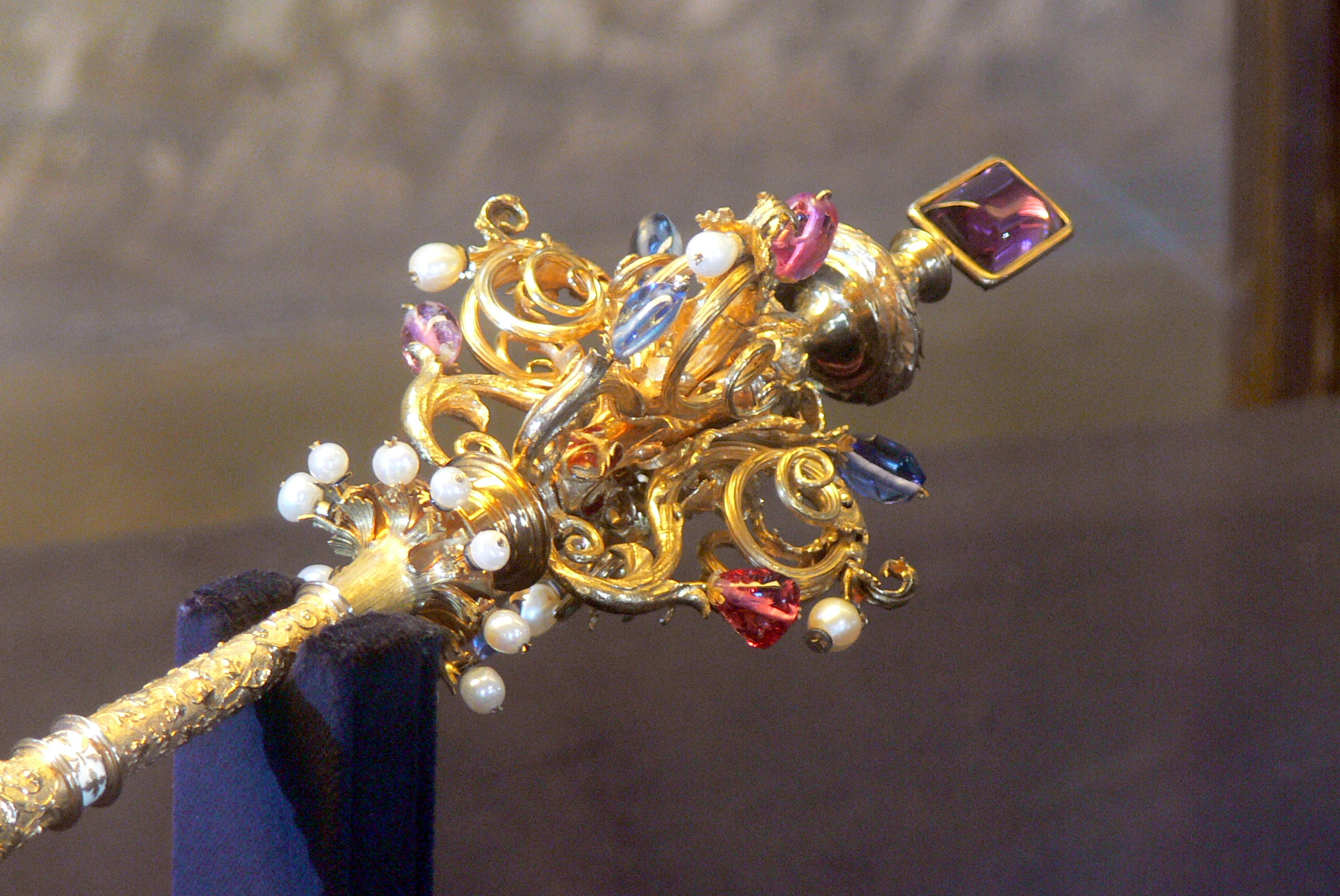
Навершшя скіпетра

Королівське берло, як і держава, виконане з щирого золота. Його довжина становить 67 см, вага — 1013 грамів. Прикрашений чотирма сапфірами, п'ятьма шпінелями й шістдесятьма двома перлинами. Берло складається з кількох по-різному оздоблених частин пов'язаних між собою кільцями і прикрашеної поруч перлів ручки. Вся поверхня берла охоплена високохудожнім гравіюванням, домінуючим зображенням якого є вусики виноградної лози, листя та квіти. Деякі частини вкриті кольоровою емаллю. Верхівка берла оформлена у формі свого роду квітки, що складається з S-подібних фігур із стеблами і аканта, з яких коштовні камені і перли немовби виростають.
На відміну від корони Св. Вацлава, держава та берло були виготовлені в першій половині XVI століття, найімовірніше для Фердинанда I, який був коронований королем Богемії в 1527, римським королем в 1531 та імператором Священної Римської імперії в 1556 роках.